# Ligne M2 du métro de Palma
La ligne M2 est une ancienne ligne du métro de Palma. Elle est ouverte en 2013 et fermée en 2022. Elle relie Palma à Marratxí.